# Kalisaleh
Kalisaleh is een bestuurslaag in het regentschap Pemalang van de provincie Midden-Java, Indonesië. Kalisaleh telt 1753 inwoners (volkstelling 2010).